# No Paraíso das Solteironas
No paraíso das solteironas é um filme brasileiro de 1969, do gênero comédia, dirigido, escrito e protagonizado por Amácio Mazzaropi. A produção é da PAM Filmes e as locações foram na cidade de São Luís Do Paraintinga, São Paulo.

## Elenco
- Amácio Mazzaropi - Joaquim Kabrito / J.K.
- Geny Prado - Manuela
- Átila Iório - Delegado
- Iracema Belloube - Teresa
- Carlos Garcia - Douglas, o cigano
- Linda Fernandes - Dona Nenê / Dona Espinafra
- Wanda Marchetti - mãe de Douglas
- Cláudio Roberto Mechi - Prefeito
- Renato Master - Padre
- Elizabeth Hartmann - irmã de Douglas
- Domingos Terra - pai de Douglas
- Judith Barbosa - cigana
- Elisabeth Barbosa
- Yaratan Lauletta
- Nena Viana - solteirona
- Adélia Iório - solteirona
- Zequinha e Quinzinho - anões
- Elza Cleonice
- Denise Barreto - Clara
- Augusto César Ribeiro - Coronel Lúcio
- Marlene Rocha - Primeira-dama
- Gina Rinaldi - cigana
- Pascoal Guida - cigano

## Sinopse
No século XIX, o matuto J.K se zanga e deixa a fazenda onde trabalha, depois que seu patrão negocia com um açougueiro a venda de sua vaca de estimação para um abatedouro na cidade. Ele vai até lá para recuperar o animal e quando consegue, depois de furtar o dízimos da igreja, resolve se hospedar na pensão de Dona Nenê, cujo nome verdadeiro é Espinafra, o mesmo da vaca. Enquanto está na cidade, J.K. passa a ser assediado por várias mulheres solteironas, inclusive Dona Nenê, que diz a todos que vai ficar noiva de J.K. Ao perceber isso, ele conta que é casado, mas a mulher por despeito o acusa falsamente por um crime e o manda para cadeia. Enquanto isso, a filha de J.K., a bonita Teresa, é disputada pelo chefe de uma quadrilha de bandidos, por um cigano e também pelo delegado da cidade. Depois que a esposa do prefeito percebe que tudo não passou de uma tramóia de Dona Espinafra, ela convence o marido de sua inocência.  Então o Prefeito e o padre intercedem para que o delegado o solte, mas os problemas não acabam. A esposa de J.K. sofre um roubo de ladrões que perceberam que o cigano, interessado em sua filha, deixou como dote algumas jóias de ouro, após pedir a mão de Teresa em casamento.

## Recepção
Em relação aos filmes anteriores de Mazzaropi, este teve críticas desfavoráveis. Rubens Ewald Filho em sua crítica para o UOL: "Uma boa cópia ajuda esta fita fraquinha, muito pouco engraçada, com figurinos ridículos e direção medíocre (que se limita a filmar tudo de longe). Também o elenco de apoio é pior do que costume, porque envolve também um grupo de ciganos. A trama acaba sendo melodramática."